# Gran Premio motociclistico di Francia 2007
Il Gran Premio motociclistico di Francia 2007 corso il 20 maggio, è stato il quinto Gran Premio della stagione 2007 e ha visto vincere: la Suzuki di Chris Vermeulen in MotoGP, Jorge Lorenzo nella classe 250 e Sergio Gadea nella classe 125.
Per Gadea e Vermeulen si tratta per entrambi della loro prima vittoria nel contesto del motomondiale.

## MotoGP

### Qualifiche
| Pos. | Pilota                     | Tempo    |
| ---- | -------------------------- | -------- |
| 1.   | Colin Edwards (Yamaha)     | 1:33.616 |
| 2.   | Casey Stoner (Ducati)      | 1:33.710 |
| 3.   | Carlos Checa (Honda)       | 1:33.859 |
| 4.   | Valentino Rossi (Yamaha)   | 1:33.875 |
| 5.   | John Hopkins (Suzuki)      | 1:34.104 |
| 6.   | Toni Elías (Honda)         | 1:34.125 |
| 7.   | Nicky Hayden (Honda)       | 1:34.247 |
| 8.   | Randy de Puniet (Kawasaki) | 1:34.318 |
| 9.   | Marco Melandri (Honda)     | 1:34.360 |
| 10.  | Daniel Pedrosa (Honda)     | 1:34.412 |
| 11.  | Sylvain Guintoli (Yamaha)  | 1:34.507 |
| 12.  | Chris Vermeulen (Suzuki)   | 1:34.574 |
| 13.  | Alex Barros (Ducati)       | 1:34.817 |
| 14.  | Shin'ya Nakano (Honda)     | 1:34.834 |
| 15.  | Loris Capirossi (Ducati)   | 1:34.903 |
| 16.  | Makoto Tamada (Yamaha)     | 1:35.346 |
| 17.  | Alex Hofmann (Ducati)      | 1:35.578 |
| 18.  | Kenny Roberts Jr (KR212V)  | 1:35.681 |
| 19.  | Fonsi Nieto (Kawasaki)     | 1:36.312 |

### Gara

#### Arrivati al traguardo
| Pos | Nº | Pilota           | Squadra              | Motocicletta | Giri | Tempo     | Griglia | Punti |
| --- | -- | ---------------- | -------------------- | ------------ | ---- | --------- | ------- | ----- |
| 1   | 71 | Chris Vermeulen  | Rizla Suzuki         | Suzuki       | 28   | 50:58.713 | 12      | 25    |
| 2   | 33 | Marco Melandri   | Honda Gresini        | Honda        | 28   | +12.599   | 9       | 20    |
| 3   | 27 | Casey Stoner     | Ducati Marlboro      | Ducati       | 28   | +27.347   | 2       | 16    |
| 4   | 26 | Daniel Pedrosa   | Repsol Honda         | Honda        | 28   | +37.328   | 10      | 13    |
| 5   | 66 | Alex Hofmann     | Pramac d'Antin       | Ducati       | 28   | +49.166   | 17      | 11    |
| 6   | 46 | Valentino Rossi  | Fiat Yamaha          | Yamaha       | 28   | +53.563   | 4       | 10    |
| 7   | 21 | John Hopkins     | Rizla Suzuki         | Suzuki       | 28   | +1:01.073 | 5       | 9     |
| 8   | 65 | Loris Capirossi  | Ducati Marlboro      | Ducati       | 28   | +1:21.241 | 15      | 8     |
| 9   | 6  | Makoto Tamada    | Dunlop Yamaha Tech 3 | Yamaha       | 27   | +1 giro   | 16      | 7     |
| 10  | 50 | Sylvain Guintoli | Dunlop Yamaha Tech 3 | Yamaha       | 27   | +1 giro   | 11      | 6     |
| 11  | 11 | Fonsi Nieto      | Kawasaki Racing      | Kawasaki     | 27   | +1 giro   | 19      | 5     |
| 12  | 5  | Colin Edwards    | Fiat Yamaha          | Yamaha       | 25   | +3 giri   | 1       | 4     |

#### Ritirati
| Nº | Pilota           | Squadra              | Motocicletta | Giri | Griglia |
| -- | ---------------- | -------------------- | ------------ | ---- | ------- |
| 4  | Alex Barros      | Pramac d'Antin       | Ducati       | 27   | 13      |
| 10 | Kenny Roberts Jr | Team Roberts         | KR212V       | 26   | 18      |
| 1  | Nicky Hayden     | Repsol Honda         | Honda        | 25   | 7       |
| 56 | Shin'ya Nakano   | Konica Minolta Honda | Honda        | 20   | 14      |
| 14 | Randy de Puniet  | Kawasaki Racing      | Kawasaki     | 8    | 8       |
| 24 | Toni Elías       | Honda Gresini        | Honda        | 7    | 6       |
| 7  | Carlos Checa     | Honda LCR            | Honda        | 6    | 3       |

### Classifiche

#### Classifica Piloti
| Pos. | Pilota           | Punti |
| ---- | ---------------- | ----- |
| 1.   | Casey Stoner     | 102   |
| 2.   | Valentino Rossi  | 81    |
| 3.   | Daniel Pedrosa   | 62    |
| 4.   | Marco Melandri   | 61    |
| 5.   | Chris Vermeulen  | 53    |
| 6.   | John Hopkins     | 46    |
| 7.   | Loris Capirossi  | 38    |
| 8.   | Toni Elías       | 35    |
| 9.   | Colin Edwards    | 35    |
| 10.  | Alex Hofmann     | 30    |
| 11.  | Nicky Hayden     | 30    |
| 12.  | Alex Barros      | 27    |
| 13.  | Randy de Puniet  | 21    |
| 14.  | Carlos Checa     | 20    |
| 15.  | Shin'ya Nakano   | 15    |
| 16.  | Sylvain Guintoli | 12    |
| 17.  | Makoto Tamada    | 11    |
| 18.  | Fonsi Nieto      | 5     |
| 19.  | Olivier Jacque   | 4     |
| 20.  | Kenny Roberts Jr | 4     |

#### Classifica Costruttori
| Pos. | Costruttore | Punti |
| ---- | ----------- | ----- |
| 1.   | Ducati      | 102   |
| 2.   | Honda       | 89    |
| 3.   | Yamaha      | 81    |
| 4.   | Suzuki      | 71    |
| 5.   | Kawasaki    | 28    |
| 6.   | KR212V      | 4     |

#### Classifica Squadre
| Pos. | Squadra              | Punti |
| ---- | -------------------- | ----- |
| 1.   | Ducati Marlboro      | 140   |
| 2.   | Fiat Yamaha          | 116   |
| 3.   | Rizla Suzuki         | 103   |
| 4.   | Honda Gresini        | 96    |
| 5.   | Repsol Honda         | 92    |
| 6.   | Pramac d'Antin       | 57    |
| 7.   | Kawasaki Racing      | 28    |
| 8.   | Dunlop Yamaha Tech 3 | 23    |
| 9.   | Honda LCR            | 20    |
| 10.  | Konica Minolta Honda | 15    |
| 11.  | Team Roberts         | 4     |

## Classe 250

### Arrivati al traguardo
| Pos | Nº | Pilota              | Squadra                     | Motocicletta | Giri | Tempo     | Griglia | Punti |
| --- | -- | ------------------- | --------------------------- | ------------ | ---- | --------- | ------- | ----- |
| 1   | 1  | Jorge Lorenzo       | Fortuna Aprilia             | Aprilia      | 26   | 43:12.237 | 1       | 25    |
| 2   | 34 | Andrea Dovizioso    | Kopron Team Scot            | Honda        | 26   | +0.156    | 8       | 20    |
| 3   | 3  | Alex De Angelis     | Master - Mapfre Aspar       | Aprilia      | 26   | +2.733    | 6       | 16    |
| 4   | 80 | Héctor Barberá      | Toth Aprilia                | Aprilia      | 26   | +5.971    | 3       | 13    |
| 5   | 60 | Julián Simón        | Repsol Honda                | Honda        | 26   | +6.111    | 2       | 11    |
| 6   | 58 | Marco Simoncelli    | Metis Gilera                | Gilera       | 26   | +22.753   | 7       | 10    |
| 7   | 36 | Mika Kallio         | Red Bull KTM                | KTM          | 26   | +23.139   | 9       | 9     |
| 8   | 19 | Álvaro Bautista     | Master - Mapfre Aspar       | Aprilia      | 26   | +27.416   | 5       | 8     |
| 9   | 73 | Shūhei Aoyama       | Repsol Honda                | Honda        | 26   | +28.915   | 12      | 7     |
| 10  | 14 | Anthony West        | Team Sicilia                | Aprilia      | 26   | +33.950   | 11      | 6     |
| 11  | 8  | Ratthapark Wilairot | Thai Honda PTT-SAG          | Honda        | 26   | +57.900   | 20      | 5     |
| 12  | 32 | Fabrizio Lai        | Campetella Racing           | Aprilia      | 26   | +58.011   | 13      | 4     |
| 13  | 25 | Alex Baldolini      | Kiefer - Bos - Sotin Racing | Aprilia      | 26   | +1:06.251 | 22      | 3     |
| 14  | 44 | Tarō Sekiguchi      | Campetella Racing           | Aprilia      | 26   | +1:06.720 | 18      | 2     |
| 15  | 50 | Eugene Laverty      | Honda LCR                   | Honda        | 26   | +1:07.649 | 19      | 1     |
| 16  | 28 | Dirk Heidolf        | Kiefer - Bos - Sotin Racing | Aprilia      | 26   | +1:14.837 | 16      |       |
| 17  | 9  | Arturo Tizón        | Blusens Aprilia Germany     | Aprilia      | 26   | +1:31.455 | 23      |       |
| 18  | 41 | Aleix Espargaró     | Blusens Aprilia             | Aprilia      | 26   | +1:39.701 | 14      |       |

### Ritirati
| Nº | Pilota         | Squadra                    | Motocicletta | Giri | Griglia |
| -- | -------------- | -------------------------- | ------------ | ---- | ------- |
| 10 | Imre Tóth      | Toth Aprilia               | Aprilia      | 15   | 21      |
| 4  | Hiroshi Aoyama | Red Bull KTM               | KTM          | 12   | 10      |
| 16 | Jules Cluzel   | Angaia Racing              | Aprilia      | 5    | 15      |
| 17 | Karel Abraham  | Cardion AB Motoracing      | Aprilia      | 5    | 17      |
| 12 | Thomas Lüthi   | Emmi - Caffe Latte Aprilia | Aprilia      | 2    | 4       |

### Non partito
| Nº | Pilota            | Squadra      | Motocicletta | Griglia |
| -- | ----------------- | ------------ | ------------ | ------- |
| 15 | Roberto Locatelli | Metis Gilera | Gilera       | 24      |

## Classe 125

### Arrivati al traguardo
| Pos | Nº | Pilota             | Squadra                    | Motocicletta | Giri | Tempo     | Griglia | Punti |
| --- | -- | ------------------ | -------------------------- | ------------ | ---- | --------- | ------- | ----- |
| 1   | 33 | Sergio Gadea       | Bancaja Aspar              | Aprilia      | 24   | 41:50.112 | 6       | 25    |
| 2   | 52 | Lukáš Pešek        | Valsir Seedorf Derbi       | Derbi        | 24   | +0.478    | 5       | 20    |
| 3   | 38 | Bradley Smith      | Repsol Honda               | Honda        | 24   | +2.963    | 2       | 16    |
| 4   | 14 | Gábor Talmácsi     | Bancaja Aspar              | Aprilia      | 24   | +13.516   | 8       | 13    |
| 5   | 6  | Joan Olivé         | Polaris World              | Aprilia      | 24   | +13.845   | 18      | 11    |
| 6   | 55 | Héctor Faubel      | Bancaja Aspar              | Aprilia      | 24   | +15.098   | 4       | 10    |
| 7   | 11 | Sandro Cortese     | Emmi - Caffe Latte Aprilia | Aprilia      | 24   | +15.603   | 14      | 9     |
| 8   | 24 | Simone Corsi       | Skilled Racing             | Aprilia      | 24   | +15.664   | 13      | 8     |
| 9   | 63 | Mike Di Meglio     | Kopron Team Scot           | Honda        | 24   | +15.777   | 10      | 7     |
| 10  | 71 | Tomoyoshi Koyama   | Red Bull KTM               | KTM          | 24   | +19.108   | 3       | 6     |
| 11  | 44 | Pol Espargaró      | Belson Campetella Aprilia  | Aprilia      | 24   | +23.920   | 19      | 5     |
| 12  | 7  | Alexis Masbou      | FFM Honda GP 125           | Honda        | 24   | +24.210   | 11      | 4     |
| 13  | 34 | Randy Krummenacher | Red Bull KTM               | KTM          | 24   | +29.517   | 15      | 3     |
| 14  | 60 | Michael Ranseder   | Ajo Motorsport             | Derbi        | 24   | +29.701   | 9       | 2     |
| 15  | 22 | Pablo Nieto        | Blusens Aprilia            | Aprilia      | 24   | +34.936   | 17      | 1     |
| 16  | 8  | Lorenzo Zanetti    | Team Sicilia               | Aprilia      | 24   | +45.124   | 16      |       |
| 17  | 27 | Stefano Bianco     | WTR Team                   | Aprilia      | 24   | +45.308   | 20      |       |
| 18  | 53 | Simone Grotzkyj    | Multimedia Racing          | Aprilia      | 24   | +46.142   | 21      |       |
| 19  | 18 | Nicolás Terol      | Valsir Seedorf Derbi       | Derbi        | 24   | +46.350   | 22      |       |
| 20  | 77 | Dominique Aegerter | Multimedia Racing          | Aprilia      | 24   | +1:00.825 | 25      |       |
| 21  | 13 | Dino Lombardi      | Kopron Team Scot           | Honda        | 24   | +1:00.948 | 23      |       |
| 22  | 20 | Roberto Tamburini  | Team Sicilia               | Aprilia      | 24   | +1:09.701 | 27      |       |
| 23  | 95 | Robert Mureșan     | Ajo Motorsport             | Derbi        | 24   | +1:10.101 | 24      |       |
| 24  | 56 | Hugo van den Berg  | Blusens Aprilia            | Aprilia      | 24   | +1:10.295 | 29      |       |
| 25  | 37 | Joey Litjens       | De Graaf Grand Prix        | Honda        | 24   | +1:10.471 | 30      |       |
| 26  | 15 | Federico Sandi     | Skilled Racing             | Aprilia      | 24   | +1:16.496 | 31      |       |
| 27  | 99 | Daniel Webb        | De Graaf Grand Prix        | Honda        | 24   | +1:21.822 | 32      |       |
| 28  | 46 | Romain Maitre      | TVX Racing - TJP           | Honda        | 23   | +1 giro   | 34      |       |
| 29  | 47 | Steven Le Coquen   | Villiers Team Competition  | Honda        | 23   | +1 giro   | 36      |       |

### Ritirati
| Nº | Pilota           | Squadra                   | Motocicletta | Giri | Griglia |
| -- | ---------------- | ------------------------- | ------------ | ---- | ------- |
| 75 | Mattia Pasini    | Polaris World             | Aprilia      | 19   | 1       |
| 35 | Raffaele De Rosa | Multimedia Racing         | Aprilia      | 15   | 12      |
| 29 | Andrea Iannone   | WTR Team                  | Aprilia      | 14   | 7       |
| 48 | Julien Cartron   | Villiers Team Competition | Honda        | 11   | 35      |
| 51 | Stevie Bonsey    | Red Bull KTM              | KTM          | 3    | 28      |

### Non partiti
| Nº | Pilota          | Squadra                 | Motocicletta | Griglia |
| -- | --------------- | ----------------------- | ------------ | ------- |
| 12 | Esteve Rabat    | Repsol Honda            | Honda        | 26      |
| 45 | Valentin Debise | Equipe de France Espoir | Honda        | 33      |

### Non qualificato
| Nº | Pilota          | Squadra                     | Motocicletta |
| -- | --------------- | --------------------------- | ------------ |
| 49 | Gwen Le Badezet | Bretagne Organisation Sport | Honda        |